# ASt HG 2/3
Die HG 2/3 1 bis 4 waren meterspurige Dampflokomotiven für kombinierten Adhäsions- und Zahnradantrieb der Appenzeller Strassenbahn (ASt). Die von Adolf Klose konstruierten und 1889 und 1890 von der Schweizerischen Lokomotiv- und Maschinenfabrik (SLM) gelieferten Lokomotiven mit radial einstellbaren Achsen waren die ersten Vierzylinder-Verbund-Zahnradlokomotiven der Welt.

## Geschichte

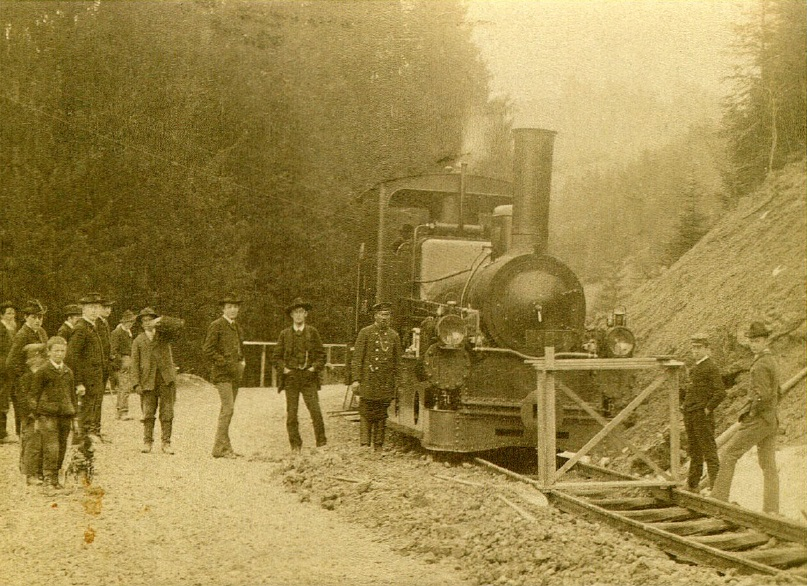
Bis zur Betriebseröffnung am 1. Oktober 1889 wurde die HG 2/3 Nr. 1 als Baulokomotive, hier kurz vor der Lustmühle, eingesetzt.

1889 nahm die Appenzeller Strassenbahn auf der Strecke St. Gallen–Gais den Betrieb auf. Sie enthielt vier Zahnstangenabschnitte mit bis zu 92 Promille Steigung und Kurvenradien von 30 Metern. Für den Betrieb der Bahn wurden drei Lokomotiven bestellt, die Züge mit einer Anhängelast von 40 Tonnen zu befördern hatten. Die Höchstgeschwindigkeit betrug auf den Adhäsionsabschnitten 30 km/h und bei Zahnradbetrieb 12 km/h. Die Einfahrt in die Zahnstangenabschnitte musste ohne Halt erfolgen.
Die wegen vielen Abänderung erst an Weihnachten 1888 statt im April eingetroffene erste Lokomotive versagte bei den Probefahrten. Nach der Behebung des von Klose selbst gefundenen Montagefehlers übertraf die Maschine die verlangten Leistungen bei weitem. Nach den Kollaudationsfahrten am 17./18. Januar 1899 sprach das Eisenbahndepartement Klose eine besondere Anerkennung seiner Konstruktion aus.

## Konstruktion

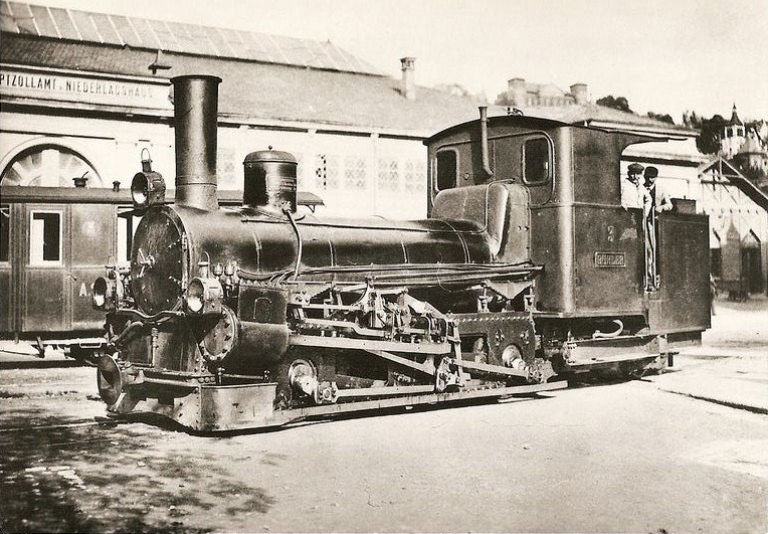
Maschine Nr. 3 „Bühler“ im Güterbahnhof St. Gallen.

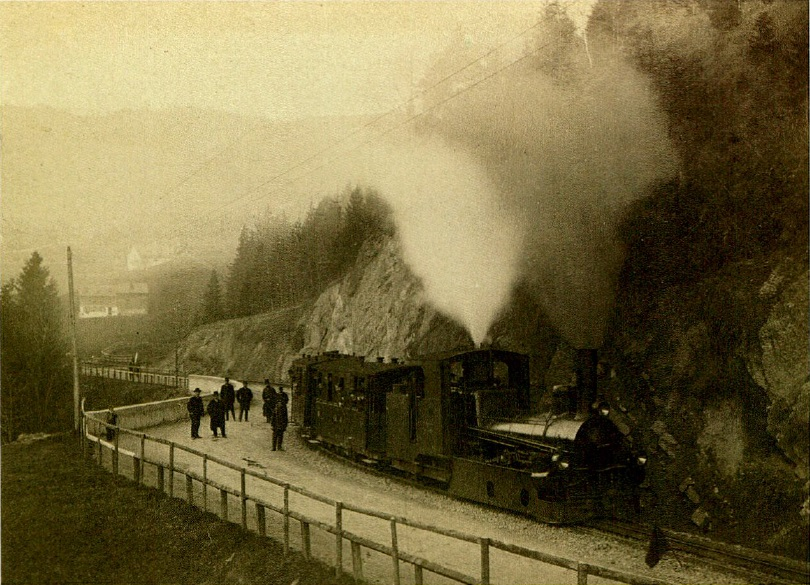
Der Eröffnungszug der Appenzeller Strassenbahn (ASt) auf dem Zahnstangenabschnitt im Strahlholz zwischen Bühler und Gais

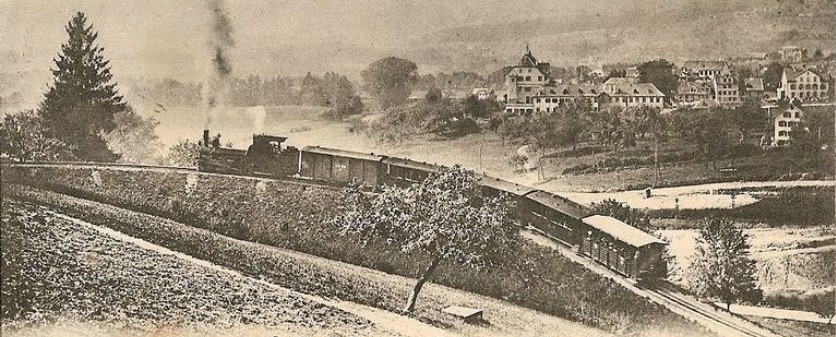
Die Fahrt mit der ASt galt als Attraktion beim Publikum, so dass eine vierte Lokomotive nachbestellt werden musste. Ruckhaldekurve, im Hintergrund Vonwil bei St. Gallen

Für die schmalspurige Adhäsionsbahn von St. Gallen nach Gais  mit mehreren Zahnstangenabschnitten war eine leistungsfähige Lokomotive mit getrennten Triebwerken notwendig, um auf den Adhäsionsabschnitten die zulässige Höchstgeschwindigkeit von 30 km/h zu erreichen und andererseits auf den Zahnstangenabschnitten eine genügend hohe Zugkraft zu entwickeln.
Zur Unterbringung der Innentriebwerke wurden die Lokomotiven mit Aussenrahmen versehen. Die Maschinen hatten einen einachsigen Klose-Stütztender, der ähnlich dem Engerth-Stütztender mit einem Querarm vor der Feuerbüchse drehbar mit dem Lokomotivrahmen verbunden war. Die beiden Adhäsionsachsen waren als Klose-Lenkachsen ausgebildet und wurden durch den Querarm des Stütztenders radial eingestellt, wodurch sich eine gute Kurvenläufigkeit ergab. Der sehr lange Kessel mit seiner stark überhöhten Feuerbüchse trug einen grossen Dampfdom, auf dem zwei seitliche Federwaag-Sicherheitsventile montiert waren.
Der Rahmen war auf Blattfedern über den Achslagern abgestützt. Der hintere überhängende Teil der Lokomotive stützte sich mit starker Querfeder auf die Tenderdeichseln, die ihren vorderen Halt im Lokomotivrahmen vor der Feuerbüchse fanden. Die Tenderachse war fest im Aussenrahmen des Tenders gelagert.
Die zwei Aussenzylinder dienten zum Antrieb der beiden Adhäsionsachsen. Das Adhäsionstriebwerk befand sich ausserhalb des Rahmens und war mit Hallschen Kurbeln und Heusinger-Steuerung modifiziert nach Belpaire versehen. Dabei wurden die Kulissen nicht durch Exzenter, sondern mit unter den Kessel führenden Querwellen vom jeweils um 90° versetzten Triebwerk der anderen Maschinenseite angetrieben. Kompliziert wurde der Antrieb wegen den Klose-Lenkachsen. Die dreieckförmige Triebstange wurde in der verlängerten Führung der Kolbenstange gerade geführt. Sie war mittels eines senkrechten Doppelhebels mit der Kuppelstange verbunden, welche die Kurbeln in Drehung versetzten. In Kurven wurde von der Querverbindung des Tenderrahmens die Achse radial eingestellt und gleichzeitig über ein Hebelwerk und dem Doppelhebel in der Triebstange die Länge der Achskupplung berichtigt.
Die Innenzylinder trieben über eine Vorgelegewelle mit einer Zwischenübersetzung das in einem Hilfsrahmen gelagerte Triebzahnrad an. Wegen den engen Kurven war die Zahnradachse mit Seitenspiel versehen. Die unter den Zylindern angeordneten Schieber wurden von einer Heusinger-Steuerung angetrieben, die ihren Kulissenantrieb auf gleiche Weise von den gegenüberliegenden Triebwerken ableiteten wie die Adhäsionstriebwerke. Alle vier Zylinder hatten den gleichen Durchmesser und den gleichen Kolbenhub. Das für die Verbundwirkung nötige Zylinderraumverhältnis von 1 : 2 wurde durch die wegen der Übersetzung doppelten Umdrehungszahl des Zahnradtriebwerks hergestellt. Bemerkenswert war die Verbundwirkung auf den Zahnstangenabschnitten zu einer Zeit, als in der Schweiz mit der Versuchsmaschine D 3/3 Nr. 503 der Chemins de fer de la Suisse Occidentale erst eine Verbundlokomotive verkehrte. Die Konstruktionsidee Kloses wurde erst 1904 beim Bau der HG 2/4 der ASt wieder aufgenommen.
Als normale Betriebsbremse kam auch auf Adhäsionsstrecken zur Entlastung der Zugsbremsen die Gegendruckbremse zu Anwendung. In Notfällen stand ein lose auf der Tenderachse sitzendes Bremszahnrad zur Verfügung. Wegen der radialen Einstellbarkeit der Achsen konnten keine Triebradbremsen eingebaut werden. Die Züge waren mit der Klose’schen Federbremse ausgerüstet, die mit Druckluft ausgelöst wurde. Sie wirkte nicht auf die Lokomotive. Die Lokomotiven waren zuerst mit Klose-, später mit Hasler-Geschwindigkeitsmessern, einer Signalglocke und einer Vorrichtung für die Dampfheizung ausgerüstet.
Die ersten drei Lokomotiven kosteten 83'700 statt der budgetierten 55'000 Franken. Sie erhielten die Namen Gais, Teufen und Bühler. Der wegen der guten Frequenzen 1890 zum Preis von 80'000 Franken gelieferte Nachzügler Nr. 4 erhielt den Namen St. Gallen.

## Betrieb

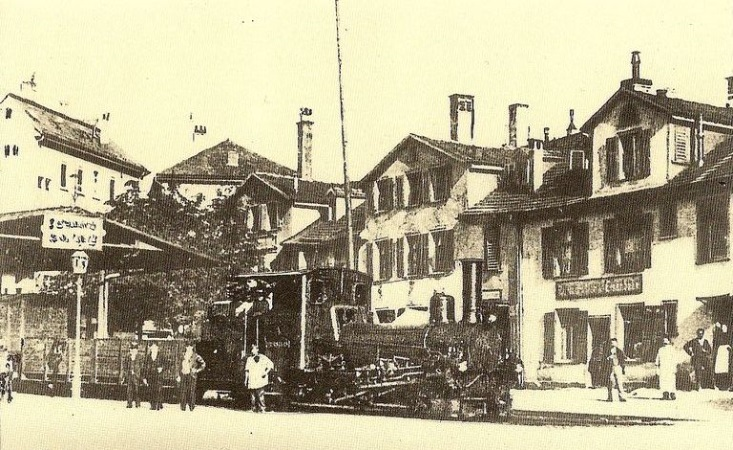
HG 2/3 Nr. 4 „St. Gallen“ auf dem Bahnhofplatz St. Gallen bereit zur Abfahrt nach Gais.

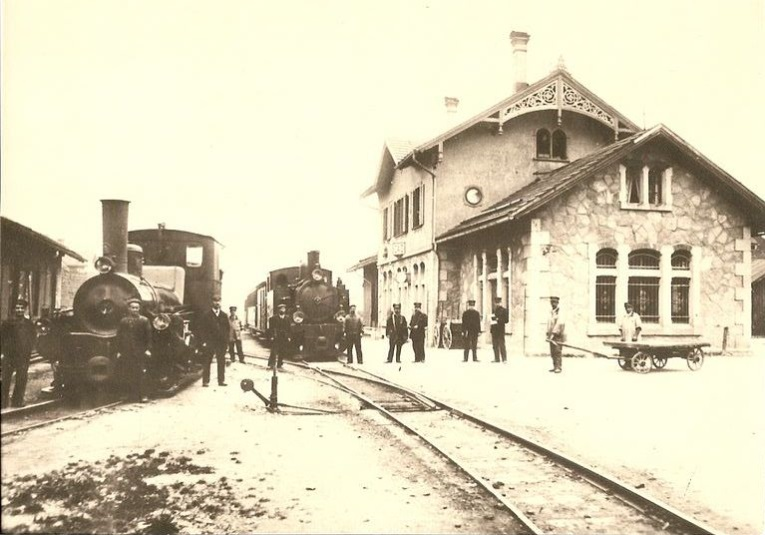
1904 wurde die ASt nach Appenzell verlängert und die Klose-Lokomotiven HGe 2/3 (links) erhielten Unterstützung durch die neuen HG 2/4 (Mitte).

Die Lokomotiven und die von ihnen befahrene Strecke übten eine solche Anziehungskraft auf die Fahrgäste aus, dass eine vierte Lokomotive nachbestellt werden musste. Die vier Maschinen bewältigten bis 1904 – als die ersten HG 2/4 abgeliefert wurden – den gesamten Verkehr auf der Strecke St. Gallen–Gais.
Die komplizierten Lokomotiven bewährten sich nur zum Teil. Das vielteilige Klose-Lenkwerk führte vielen Störungen und war wartungsintensiv, was den Betrieb verteuerte. Viele Teile der stark beanspruchten Maschinen mussten verstärkt und erneuert werden. Beim damaligen Stand der Technik hätte die Appenzeller Strassenbahn mit konventionellen Lokomotiven jedoch nicht betrieben werden können.
Bereits 1909 wurde die Maschine Nr. 1 ausrangiert, da sie durch eine im gleichen Jahr gelieferte HG 2/4 ersetzt werden konnte.
Die HG 2/3 erhielten 1912 eine Westinghouse-Bremse, die Züge der ASt wurden erst 1921 mit der doppelten Westinghousebremse ausgerüstet.
| Nummer | Name       | Baujahr | Ausrangiert |
| ------ | ---------- | ------- | ----------- |
| 1      | Gais       | 1888    | 1909        |
| 2      | Teufen     | 1888    | 1915        |
| 3      | Bühler     | 1888    | 1930        |
| 4      | St. Gallen | 1890    | 1930        |